# Felix Döring

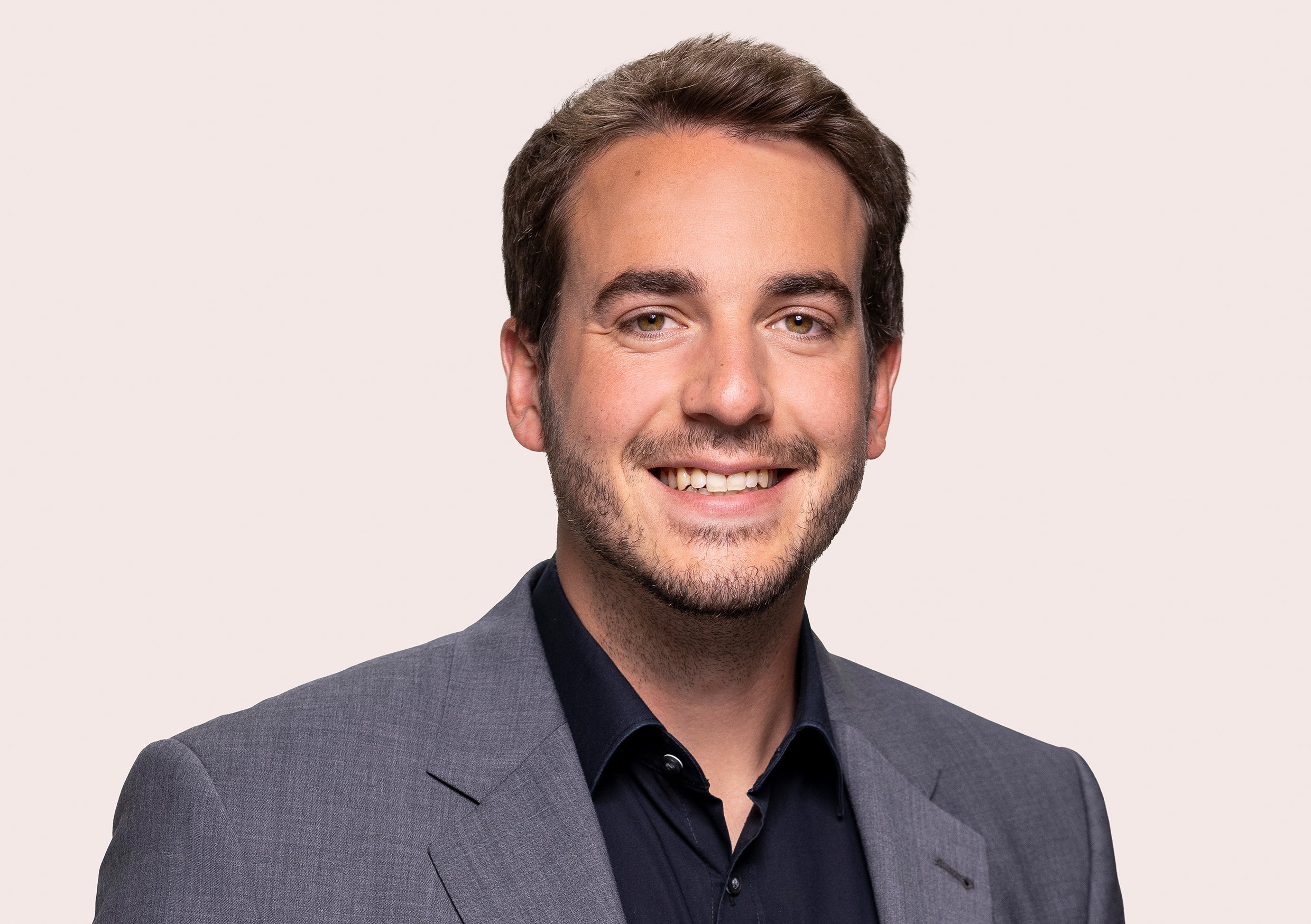
Felix Döring (2021)

Felix Maximilian Döring (* 23. Februar 1991 in Gießen) ist ein deutscher Politiker für die Sozialdemokratische Partei Deutschlands. Seit 2021 ist er Mitglied des Deutschen Bundestags.

## Leben
Döring wuchs in Pohlheim auf, wo er auch die Schule besuchte. Nach seinem Abitur an der Gesamtschule Gießen-Ost leistete er zunächst Zivildienst an der Martin-Buber-Schule Gießen. Danach studierte er die Fächer Sport und Politik und Wirtschaft auf Gymnasiallehramt an der Universität Gießen, welches er im Jahr 2019 abschloss. Er übte in den Jahren 2010 bis 2019 eine freiberufliche Tätigkeit als Vollkostümanimateur aus. Daraufhin arbeitete er als Lehrkraft an verschiedenen Schulen. Seit November 2020 war er im pädagogischen Vorbereitungsdienst an der Gesamtschule Hungen. Diesen hat er 2021 unterbrochen.
Döring ist verheiratet und lebt in Pohlheim.

## Politik
Dörings erste politische Erfahrung konnte er als Schülersprecher an der Adolf-Reichwein-Schule Pohlheim und der Gesamtschule Gießen-Ost sammeln. Im Jahr 2008 trat er in die SPD ein. Zwischen 2012 und 2014 war er Sprecher der Juso-Hochschulgruppe Gießen und zwischen 2013 und 2015 Landeskoordinator der Hessischen Juso-Hochschulgruppen. 2016 wurde Döring schließlich ins Gießener Stadtparlament gewählt. Dort wurde er Vorsitzender im Ausschuss für Schule, Bildung und Kultur sowie Stellvertretender Vorsitzender der SPD-Fraktion. Bei den Kommunalwahlen im März 2021 trat er nicht mehr für einen Sitz im Stadtparlament an. Seit 2019 ist er zudem Stellvertretender Vorsitzender des SPD-Stadtverbandes Gießen. Nach der Wahl von Frank-Tilo Becher zum Oberbürgermeister der Universitätsstadt Gießen wurde Döring Anfang 2022 zum Vorsitzenden des SPD-Unterbezirks Gießen gewählt.
Von der SPD wurde Döring als Direktkandidat für die Bundestagswahl 2021 im Wahlkreis Gießen nominiert. Bei der Wahl konnte er sich mit 30,4 % der Stimmen unter anderen gegen den langjährigen CDU-Bundestagsabgeordneten und Bundesminister für Besondere Aufgaben Helge Braun durchsetzen und seinen Wahlkreis und somit ein Direktmandat gewinnen. Im 20. Deutschen Bundestag ist Felix Döring ordentliches Mitglied im Familienausschuss und stellvertretendes Mitglied im Bildungsausschuss.
Für die Bundestagswahl 2025 wurde Felix Döring von der SPD als Direktkandidat im Wahlkreis Gießen nominiert. Er kandidiert ebenso auf Listenplatz 5 der Landesliste der SPD Hessen.
Kurz vor den Wahlen geriet Döring in die Kritik, weil er durch negatives Campaigning – unfaire Angriffe auf die politische Konkurrenz zum eigenen Vorteil – versuchte, seine Position zu stärken. Berichtet wurde über eine Kampagne von Döring per Brief und in den sozialen Medien, in der er mögliche Wähler der Grünen dazu aufgerufen hat, nicht den Grünen-Kandidaten zu wählen, sondern ihre Stimme ihm zu geben, da nur er das Direktmandat gegen CDU-Bewerber Frederik Bouffier gewinnen könne.
Felix Döring ist Vorsitzender der Landesgruppe Hessen, der SPD-Bundestagsfraktion.

## Mitgliedschaften
- Gewerkschaft Erziehung und Wissenschaft
- Seawatch
- Ski- und Kanuclub Gießen
- Förderverein der Martin-Buber-Schule Gießen und der Gesamtschule Gießen-Ost[1]